# Dietrich Haver
Dietrich Haver (* im 15. Jahrhundert; † vor dem 25. Mai 1478) war münsterscher Domherr und Vizedominus.

## Leben
Dietrich Haver war der Sohn des Dietrich Haver zu Sängerhof. Der Name seiner Mutter ist nicht bekannt. Er war bereits Domherr, als er in Bologna ein Studium absolvierte. Nach dem Tode des Vizedominus Bernhard von Hövel im Jahre 1449 trat Dietrich dessen Nachfolge an. In dieser Funktion war er Vertreter des Landesherrn. Im Jahr darauf gehörte zu den Wählern des neuen Bischofs Walram von Moers. Dietrich war im Besitz der Archidiakonate Rorup, Nordkirchen, Telgte und Holsterhausen. Daneben besaß er die Obedienzen Köbbing und Leppering.